# Договір про патентне право

Договір про патентне право (англ. Patent Law Treaty) — багатосторонній договір у галузі патентного права, підписаний 1 червня 2000 року у місті Женева (Швейцарія) 53 країнами та Європейською Патентною Організацією. Мета цього договору — впорядкування формальної процедури для визначення дати подачі заявки на патент, а також форми та змісту цієї заявки.
За станом на червень 2007 року, країнами-членами цього договору, для котрих він є чинним, є 14 країн. Для України цей договір набрав чинності 28 квітня 2005 року.

## Історія
Цей договір набрав чинності 28 квітня 2005 року.